# SQL:2006
SQL:2006 або стандарт ISO/IEC 9075:2006 — п'ята версія стандарту ISO для SQL — мови запитів до баз даних.

## Нові можливості
Є розширення до частини 14 (ISO/IEC 9075-14:2006). Ця частина визначає способи, якими SQL може бути використана в поєднанні з XML. Вона визначає способи імпортування та зберігання даних XML у базі даних SQL, маніпуляції ними всередині бази даних, а також публікації як XML, так і звичних SQL-даних у вигляді XML. На додачу, вона дозволяє застосункам інтегрувати до свого коду SQL використання XQuery — мови запитів XML, опублікованій World Wide Web Consortium (W3C), для одночасного доступу до звичайних SQL-даних і документів XML.